# 第281リツェイ
第281リツェイ (ロシア語: Лицей №281、2008年以前は第281学校 〈Школа № 281〉 だった）は、サンクトペテルブルクのアドミラルテイスキー地区にある自然科学を学ぶ国営の教育機関である。
日本の小学校から高校に相当する11年制度の学校である。

## 解説
正式名称はサンクトペテルブルクのアドミラルテイスキー地区にある国立予算教育機関リツェイNo.281(ロシア語: Государственное бюджетное общеобразовательное учреждение Лицей № 281 Адмиралтейского района Санкт-Петербурга)である。
1948年に初等教育を行う8年制学校として設立された。1954年には男女共学になり、1956年にはポリテクを学ぶ一般的な中等教育校に再編成された。2008年2月26日にリセウムの認定を受けた。現在は初等教育4年、一般教育5年、中等教育2年を行うロシアでは標準的な11年制の学校である。現在は大学進学率の高い進学校になっている。

## 専門性
この学校はソビエトにおけるポリテク教育のパイオニアである。
この学校はでは従来から高度な化学の授業が行われている。1989年には、数学とプログラミングを高度に研究するクラスが追加された。現在、同校ではさまざまな教育課程で学生を育成している。
- 化学、生物
- 理化学分析
- 情報技術

## 著名な卒業生
- ウラジーミル・プーチン（ロシア連邦大統領）[1][2]

## リファレンス
1. 1 2  “プーチン大統領が「貧しい家庭出身」は大嘘！ 実際は“絶対に当たる宝くじ”を持つ超特権階級の御曹司… デタラメだらけの公式設定とは？ 天才・亜留間次郎が解説（2023年2月21日）｜BIGLOBEニュース”. BIGLOBEニュース. 2023年11月5日閲覧。
2. ↑  “リツェイの歴史”.   第281リツェイ. 2023年2月7日閲覧。